# Jeff Farrell
Felix Jeffrey "Jeff" Farrell, född 28 februari 1937 i Detroit, är en amerikansk före detta simmare.
Farrell blev olympisk guldmedaljör på 4 x 100 meter medley vid sommarspelen 1960 i Rom.